# 早花苜蓿
早花苜蓿（学名：Medicago praecox）为豆科苜蓿属下的一个种。